# Semora
Semora  (лат.) — род аранеоморфных пауков из подсемейства Dendryphantinae в семействе пауков-скакунов (Salticidae). Все четыре вида этого рода распространены в Южной Америке.

## Виды
- Semora infranotata Mello-Leitão, 1945 — Аргентина
- Semora langei Mello-Leitão, 1947 — Бразилия
- Semora napaea Peckham & Peckham, 1892 — Бразилия
- Semora trochilus Simon, 1901 — Венесуэла